# Severino Quiñónez
Severino Quiñónez (* 1780) war vom 11. Februar 1824 bis 13. April 1824 Intendente der Provinz Comayagua, einem Gebiet, das heute etwa Honduras entspricht.
In seiner Zeit als Intendente der Provinz Comayagua wurde er Delegierter zur verfassungsgebenden Versammlung der Zentralamerikanischen Konföderation in Guatemala-Stadt, dort war er zusammen mit José María Antonio de la Cruz Márquez, José Francisco Barrundia y Cepeda, Juan Francisco de Sosa García, José Matías Delgado y de León, Tomás Antonio O’Horan y Argüello, José Santiago Milla Pineda, Pedro José Antonio Molina Mazariegos und Isidro Menendez in der Redaktion einer Verfassung für die Zentralamerikanischen Konföderation.